# Магнитные поверхностные уровни
Магнитные поверхностные уровни — квантовые уровни энергии электронов, совершающих движение по «скачущим» траекториям вдоль поверхности металла, параллельно которой приложено внешнее магнитное поле. Такие траектории, состоящие из идентичных повторяющихся участков, возникают при зеркальном отражении электронов поверхностью проводника. Энергия периодического движения электронов в направлении нормали к поверхности квантуется, образуя систему квантовых уровней, существенно отличающихся от уровней Ландау электронов, находящихся в объеме металла. 

## История
Впервые обнаружены и объяснены М. С. Хайкиным в 1960 году в Институте физических проблем при изучении осцилляций поверхностного сопротивления олова в слабом магнитном поле. Научное открытие, зарегистрированное в Государственном реестре открытий СССР.

## Квазиклассическая теория

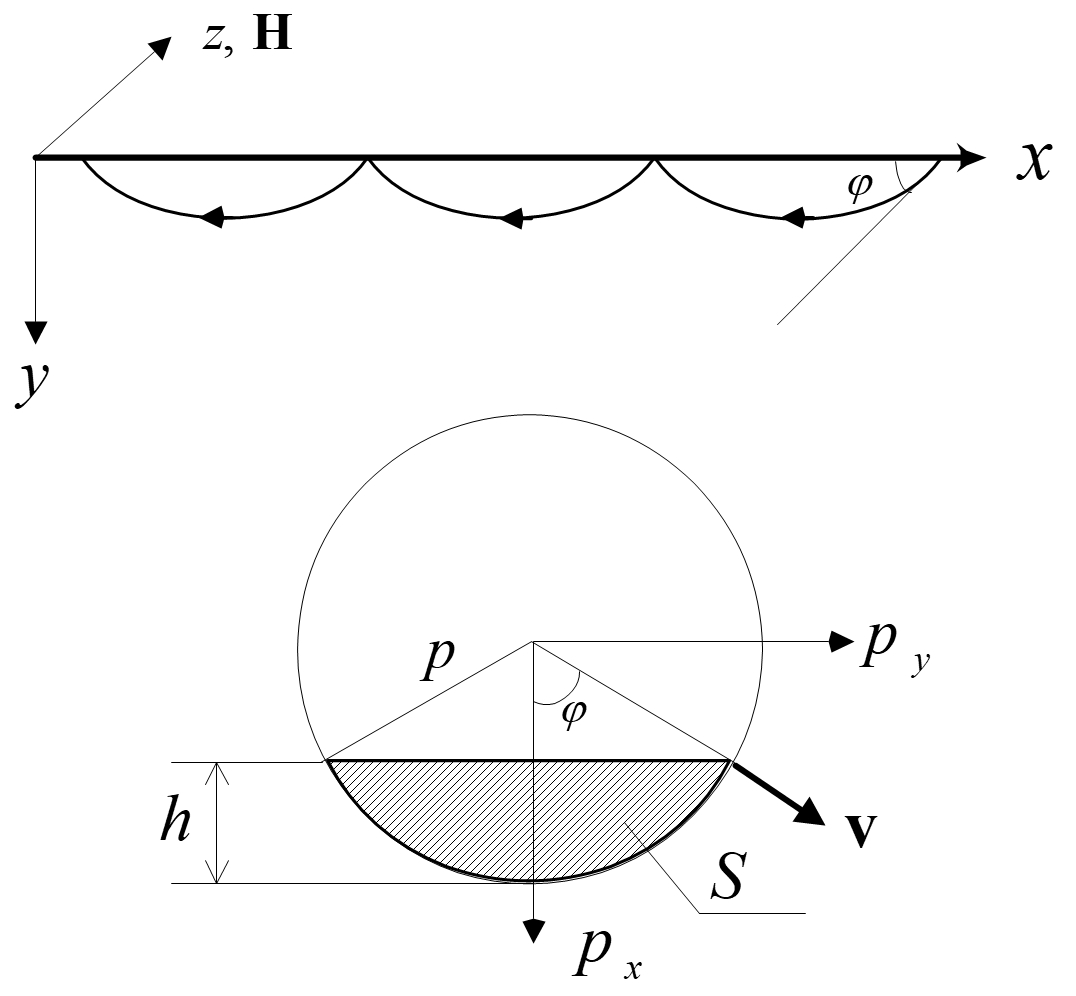
Рис. Траектории поверхностных электронов в реальном и импульсном пространствах

При зеркальном отражении носителей заряда поверхностью проводника в параллельном магнитном поле {\displaystyle H} электроны движутся по «скачущим» траекториям, для которых каждый последующий участок воспроизводит предыдущий (см. Рис.). Движение электрона вдоль нормали к поверхности (ось {\displaystyle y}) периодично, и, согласно общим принципам квантовой механики, квантуется. Квазиклассические уровни энергии находятся из условия квазиклассического квантования Лифшица — Онсагера площади, которую ограничивает траектория электрона в импульсном пространстве (Рис.):
{\displaystyle {{S}_{n}}={\frac {2\pi e\hbar H}{c}}\left(n+\gamma \right)\,,\quad \quad (1)}
где {\displaystyle n\gg 1} — целое положительное число, {\displaystyle e} — здесь и далее абсолютная величина заряда электрона, {\displaystyle c} — скорость света, {\displaystyle \hbar } — приведенная постоянная Планка, {\displaystyle \left|\gamma \right|<1}. Расчёт на основании уравнения Шрёдингера (см. ниже) показывает, что {\displaystyle \gamma \approx -1/4}. В металлах наибольшую вероятность зеркального отражения от границы имеют электроны, сталкивающиеся с ней под малыми углами {\displaystyle \varphi \ll 1}, поскольку для таких электронов дебройлевская длина волны, связанная с движением по нормали к поверхности, больше размера поверхностных неоднородностей. В этом случае площадь сегмента {\displaystyle S} круга с ларморовским радиусом {\displaystyle r_{H}=cp/eH} ({\displaystyle p} — радиус кривизны орбиты в импульсном пространстве) и его высота {\displaystyle h} равны:
{\displaystyle S\approx {\frac {2}{3}}r_{H}^{2}{{\varphi }^{3}};\quad h\approx {\frac {{{r}_{H}}{{\varphi }^{2}}}{2}}\,.\quad \quad (2)}
Используя формулы (1), (2) можно получить:
{\displaystyle {{S}_{n}}={\frac {4}{3}}{{\left({\frac {eH}{c}}\right)}^{2}}{{\left(2h_{n}^{3}{{r}_{H}}\right)}^{1/2}}={\frac {2\pi e\hbar H}{c}}\left(n-{\frac {1}{4}}\right)\,,\quad \quad (3)}
где {\displaystyle h_{n}} — дискретные значения высоты сегмента. Поскольку при {\displaystyle y\ll r_{H}} скорость электрона {\displaystyle \mathbf {v} } направлена почти параллельно поверхности, {\displaystyle {|{v}_{x}|}\gg |v_{y}|}, то приближенно можно считать, что сила Лоренца направлена по нормали и её проекция на ось {\displaystyle y} равна {\displaystyle {{F}_{y}}=(e/c)v_{x}H}, а каждому значению {\displaystyle h_{n}}, которое определяется из уравнения (3), соответствует энергия {\displaystyle \epsilon _{n}=F_{y}h_{n}},
{\displaystyle {{\epsilon }_{n}}={\frac {eH|v_{x}|{{h}_{n}}}{c}}={\frac {|v_{x}|}{2}}{{\left[{\frac {3\pi e\hbar H}{c{\sqrt {p}}}}\left(n-{\frac {1}{4}}\right)\right]}^{2/3}}\,.\quad \quad (4)}

## Квантовая теория. Общий случай
Для металла с произвольным законом дисперсии электронов проводимости {\displaystyle \epsilon =\varepsilon \left(\mathbf {p} \right)}, магнитные поверхностные уровни энергии {\displaystyle \epsilon _{n}} и волновые функции {\displaystyle \psi \left(x,y,z\right)} могут быть найдены из уравнения Шрёдингера
{\displaystyle \varepsilon \left(\mathbf {\hat {p}} +{\frac {e}{c}}\mathbf {A} \right)\psi \left(x,y,z\right)=\epsilon \psi \left(x,y,z\right)\,,\quad \quad (5)}
где {\displaystyle \mathbf {\hat {p}} ={\frac {i}{\hbar }}{\frac {\partial }{\partial \mathbf {r} }}} — оператор квазиимпульса. Граничные условия к уравнению (5) описывают зеркальное отражение электрона от поверхности металла {\displaystyle y=0} (в модели границы в виде бесконечно высокой потенциальной стенки) и затухание волновой функции электронов, сталкивающихся с границей, в объёме металла:
{\displaystyle \psi \left(x,0,z\right)=0;\quad \quad \psi \left(x,y\to \infty ,z\right)\to 0\,.\quad \quad (6)}
Магнитное поле направлено вдоль оси {\displaystyle z}. Калибровку векторного потенциала удобно выбрать в виде {\displaystyle \mathbf {A} =\left(-Hy,0,0\right)}. При малых расстояниях {\displaystyle y} от границы {\displaystyle y=0} разложение гамильтониана вблизи точки {\displaystyle p_{y0}}, в которой нормальная компонента скорости {\displaystyle {{v}_{y0}}=\partial \varepsilon /\partial {{p}_{y0}}=0}, имеет вид:
{\displaystyle \varepsilon \left({{\hat {p}}_{x}-{\frac {eHy}{c}}},{{\hat {p}}_{y}},{{\hat {p}}_{z}}\right)\approx \varepsilon \left({{\hat {p}}_{x}},{{p}_{y0}},{{\hat {p}}_{z}}\right)-{\frac {\partial \varepsilon }{\partial {{\hat {p}}_{x}}}}{\frac {eHy}{c}}-{\frac {{\hbar }^{2}}{2}}{\frac {{{\partial }^{2}}\varepsilon }{\partial p_{y0}^{2}}}{\frac {{\partial }^{2}}{\partial {{y}^{2}}}}\,.\quad \quad (7)}
Волновая функция описывает свободное движение электрона в плоскости {\displaystyle xz} и ограниченное квантованное движение вдоль оси {\displaystyle y} :
{\displaystyle \psi \left(x,y,z\right)={{\varphi }_{n}}\left(y\right)\exp \left({\frac {i}{\hbar }}{{p}_{x}}x+{\frac {i}{\hbar }}{{p}_{z}}z\right)\,,\quad \quad (8)}
а полная энергия электрона представляет собой сумму двух слагаемых:
{\displaystyle \epsilon \left(n,{{p}_{x}},{{p}_{z}}\right)={{\epsilon }_{n}}+\varepsilon \left({{p}_{x}},{{p}_{y0}},{{p}_{z}}\right)\,,}
где {\displaystyle \epsilon _{n}} — квантованная часть энергетического спектра. Подстановка волновой функции (8) в уравнение Шредингера (5) с гамильтонианом (7) приводит к уравнению для функции {\displaystyle {{\varphi }_{n}}\left(y\right)}, совпадающему с уравнением Шредингера для частицы в треугольной квантовой яме (уравнения для функций Эйри):
{\displaystyle -{\frac {1}{2{{m}_{yy0}}}}{\frac {{{\partial }^{2}}{{\varphi }_{n}}\left(y\right)}{\partial {{y}^{2}}}}+e{|{v}_{x0}|}Hy{{\varphi }_{n}}\left(y\right)={{\epsilon }_{n}}{{\varphi }_{n}}\left(y\right)\,.}
Решение этого уравнения, удовлетворяющее граничному условию {\displaystyle \varphi _{n}\left(y\to \infty \right)\to 0}, выражается через функцию Эйри 1-го рода, {\displaystyle Ai(\xi )}:
{\displaystyle \varphi _{n}\left(y\right)={{C}_{n}}Ai\left(\alpha y-\alpha {{y}_{\epsilon _{n}}}\right)\,,}
где {\displaystyle C_{n}} — нормировочная константа,
{\displaystyle \alpha ={{\left(2{|{v}_{x0}|}{{m}_{yy0}}{\frac {eH}{c{{\hbar }^{2}}}}\right)}^{1/3}}\,,\quad {{y}_{\epsilon _{n}}}={\frac {\epsilon _{n}c}{eH}}\,.}
Здесь {\displaystyle {{v}_{x0}}=\partial \varepsilon /\partial {{p}_{x}}<0} — {\displaystyle x}-компонента скорости электрона и {\displaystyle {m_{yy0}^{-1}}={{\partial }^{2}}\varepsilon /\partial p_{y0}^{2}} — соответствующая компонента тензора обратных эффективных масс при {\displaystyle p_{y}=p_{y0}}. Квантовые уровни энергии находятся с помощью граничного условия {\displaystyle {{\varphi }_{n}}\left(0\right)=0}, которое приводит к требованию {\displaystyle \alpha {{y}_{\epsilon _{n}}}={{a}_{n}}}, где {\displaystyle -a_{n}} — нули функции Эйри, {\displaystyle Ai(-a_{n})=0}. В результате для квантованной части энергии электрона получаем следующее выражение:
{\displaystyle {{\epsilon }_{n}}={\frac {{{\hbar }^{2}}{{\alpha }^{2}}{{a}_{n}}}{2{{m}_{yy0}}}}={\frac {{a}_{n}}{2}}{{\left({\frac {2\hbar eH{|{v}_{x0}|}}{c{\sqrt {{m}_{yy0}}}}}\right)}^{2/3}}\,,\quad \quad (9)}
где {\displaystyle n=1,2,3...\,.} При достаточно больших значениях {\displaystyle n} справедлива следующая асимптотическая формула: {\displaystyle {{a}_{n}}\simeq {{\left[(3\pi /2)\left(n-1/4\right)\right]}^{2/3}}}.

## Экспериментальное наблюдение
Магнитные поверхностные уровни появляются, например, в виде резонансов в поверхностном сопротивлении металла, измеряемом на сверхвысоких частотах {\displaystyle \omega } в зависимости от величины магнитного поля, направленного вдоль поверхности. Частоты резонансов удовлетворяют условию
{\displaystyle \omega ={{\omega }_{nm}}={\frac {{{\epsilon }_{n}}-{{\epsilon }_{m}}}{\hbar }},}
где уровни энергии {\displaystyle {{\epsilon }_{n\left(m\right)}}} определяются формулой (9), в которой значения скорости и эффективной массы следует взять при значении энергии, равной энергии Ферми, а проекцию импульса на направление магнитного поля, {\displaystyle p_{z}}, определяется из условия экстремума {\displaystyle \partial {{\omega }_{nm}}/\partial {{p}_{z}}=0}. Эффект наблюдается при низких температурах в интервале 1,6 — 4,2 К в чистых совершенных монокристаллах, имеющих оптически гладкую поверхность. Интервал полей, в котором наблюдаются резонансы, составляет от сотых долей до единиц эрстед при частоте порядка 10 ГГц.